# Lento, Haute-Corse
Lento är en kommun i departementet Haute-Corse på ön Korsika i Frankrike. Kommunen ligger i kantonen Alto-di-Casaconi som tillhör arrondissementet Corte. År 2022 hade Lento 115 invånare.

## Befolkningsutveckling
Antalet invånare i kommunen Lento
Referens:INSEE